# Odessey and Oracle
Pour les articles homonymes, voir Odyssey.
Albums de The Zombies
Begin Here
(1965) New World
(1991)
Odessey and Oracle est le deuxième album des Zombies sorti en 1968.
L'album aurait dû s'appeler Odyssey and Oracle, mais l'auteur de la pochette commit une faute d'orthographe, remplaçant le premier y d'Odyssey par un e.
Le dernier titre de l'album, Time of the Season, connaît un certain succès, mais cet album est reconnu a posteriori pour la qualité globale de ses titres qui le rapproche des plus grands albums de cette époque : dans ses classements 2003 et 2012, le magazine Rolling Stone place Odessey and Oracle à la 100e position dans sa liste des 500 plus grands albums de tous les temps, il est également cité dans l'ouvrage de référence de Robert Dimery Les 1001 albums qu'il faut avoir écoutés dans sa vie.

## Titres
| 1. | Care of Cell 44       | Argent | 3:56 |
| 2. | A Rose for Emily      | Argent | 2:19 |
| 3. | Maybe After He's Gone | White  | 2:33 |
| 4. | Beechwood Park        | White  | 2:43 |
| 5. | Brief Candles         | White  | 3:30 |
| 6. | Hung Up on a Dream    | Argent | 3:01 |

| 7.  | Changes                                  | White  | 3:19 |
| 8.  | I Want Her She Wants Me                  | Argent | 2:51 |
| 9.  | This Will Be Our Year                    | White  | 2:08 |
| 10. | Butcher's Tale (Western Front 1914) (en) | White  | 2:47 |
| 11. | Friends of Mine                          | White  | 2:17 |
| 12. | Time of the Season                       | Argent | 3:33 |

## Personnel
- Colin Blunstone : chant.
- Rod Argent : claviers, chant sur I Want Her, She Wants Me et le premier couplet sur Brief Candles.
- Paul Atkinson : guitare, chœurs sur Changes.
- Chris White : basse, chœurs, chant sur Butcher's Tale (Western Front 1914) et le second couplet sur Brief Candles.
- Hugh Grundy : batterie, chœurs sur Changes.

## Production
- Geoff Emerick : ingénieur.
- Peter Vince : ingénieur.
- Jools DeVere : design.
- The Zombies : production.

## Rééditions
Odessey and Oracle a connu plusieurs rééditions.
Une réédition parue chez Big Beat Records (le label britannique, filiale d'Ace Records) en 1998 (puis chez SonyBMG en 2004) inclut l'album en stéréo et en mono, avec trois titres bonus :
1. A Rose for Emily (Alternate Version 2)
2. Time of the Season (Alternate Version)
3. Prison Song (Care of Cell 44 backing track)

À l'occasion du quarantième anniversaire de la parution de l'album, Repertoire Records a publié une version 2 CD : le premier CD comprend l'album original en mono avec six titres bonus, et le second CD comprend l'album en stéréo.
1. I'll Call You Mine
2. Imagine the Swan
3. Conversation off Floral Street
4. If It Don't Work Out
5. I Know She Will
6. Don't Cry for Me